# هیرومو کاراساوا
هیرومو کاراساوا (ژاپنی: 唐澤 大夢؛ زادهٔ ۴ اوت ۱۹۹۰) یک بازیکن فوتبال اهل ژاپن است.
از باشگاه‌هایی که در آن بازی کرده‌است می‌توان به باشگاه فوتبال ونتفورت کوفو اشاره کرد.